# Маланчук Валентин Юхимович
Маланчук Валентин Юхимович (13 листопада 1928 , Проскурів, Проскурівська округа, Українська СРР, СРСР  — 25 квітня 1984 , Київ ) — компартійний діяч часів УРСР. Член ЦК КПУ в жовтні 1972 — лютому 1981 р. Кандидат у члени Політбюро ЦК КПУ в жовтні 1972 — квітні 1979 р. Секретар ЦК КПУ в жовтні 1972 — квітні 1979 р. Депутат Верховної Ради УРСР 8—9-го скликань (у 1973—1980 р.). Кандидат історичних наук (1955), доцент (1963). Доктор історичних наук, професор. Від його прізвища походить термін «маланчуківщина»

## Життєпис
Народився в місті Проскурів (тепер місто Хмельницький) в родині службовця-партійного функціонера. У лютому 1945 року боївка УПА під командуванням «Хаби» вбила батька Валентина, секретаря Лопатинського районного комітету КП(б)У Юхима Маланчука[джерело?].
Трудову діяльність розпочав у 1942 році. З 1942 до 1944 року працював робітником садового радгоспу № 9 на станції Вревська Ташкентської залізниці. У 1944 році був учнем-токарем цукрозаводу міста Сатанів Кам'янець-Подільської області. З 1944 до 1945 року навчався в середній школі міста Львова.
У 1945—1950 роках — студент історичного факультету, комсорг комітету комсомолу у Львівському державному університеті імені Франка. Член ВКП(б) з 1950 року.
По закінченні навчання у Львівському університеті у 1950—1952 роках працював секретарем Львівського обласного комітету ЛКСМУ з питань пропаганди і агітації. У 1952—1953 роках — інструктор, лектор Львівського обласного комітету КПУ. У 1953—1958 роках — помічник секретаря Львівського обласного комітету КПУ. У 1958 — січні 1963 року — завідувач відділу науки і культури Львівського обласного комітету КПУ. Одночасно працював доцентом кафедри марксизму-ленінізму Львівського торгово-економічного інституту та доцентом кафедри історії КПРС Львівського державного університету.
У січні 1963 — грудні 1964 року — секретар, одночасно завідувач ідеологічного відділу Львівського промислового обласного комітету КПУ. 14 грудня 1964 — 17 лютого 1967 року — секретар Львівського обласного комітету КПУ з питань ідеології. Перебуваючи на посаді секретаря Львівського обкому КПУ з ідеології, набув слави теоретика й борця з українським націоналізмом, самочинно призупинивши на території Львівської області рішення про обов'язкове введення української мови у вищих навчальних закладах. У розріз із політикою тодішнього керівництва ЦК КПУ секретар Львівського обкому Валентин Маланчук надрукував у Москві кілька статей, де боротьбу з націоналізмом розглядав як основне завдання компартії.
Перший секретар ЦК КПУ Петро Шелест різко відреагував на виступ Маланчука, але просто зняти Маланчука з роботи не зміг, бо той здобув підтримку кремлівських ідеологів. Тому Шелест у січні 1967 року перевів Маланчука на посаду заступника міністра вищої та середньої спеціальної освіти Української РСР, що в тодішніх умовах фактично означало зупинення партійної кар'єри. Офіційним ґрунтом до усунення Маланчука послугувала його груба поведінка зі львівською науковою та творчою інтелігенцією.
Одразу після усунення Петра Шелеста з керівництва Компартією України і заміну його більш лояльним до Москви Володимиром Щербицьким Маланчук 10 жовтня 1972 року на Пленумі ЦК КПУ був підвищений до посади секретаря ЦК КПУ з ідеології. Вже 11 жовтня на засіданні Політбюро ЦК КПУ Валентину Маланчуку та начальнику КДБ УРСР Віталію Федорчуку доручено розробити і внести на розгляд Політбюро ЦК КПУ практичні заходи з питань посилення боротьби проти націоналістичної діяльності та пропаганди на теренах УРСР.
Період його перебування на посаді головного ідеолога ЦК КПУ отримав назву «епоха маланчукізму», що характеризувалася різким зростанням політичних репресій, жорстким ідеологічним пресингом на творчу інтелігенцію, нищівними руйнаціями української національної культури. Тільки за перші пів року цього періоду він зупинив у видавництвах та друкарнях 600 версток готових до друку українських книг. Маланчук став одним із ініціаторів розгортання кампанії боротьби з націонал-комунізмом, здійснення заходів, спрямованих на штучне звуження сфери вжитку української мови, натхненником перманентних ідеологічних «чисток» у Спілці письменників України, академічних установах республіки.
За словами очевидця тих подій, поета Володимира Бровченка: «Дуже важко було працювати, коли в ЦК прийшов Маланчук, секретар з ідеології. Це був монстр, страшна людина… У Маланчука були списки „из запрещением писать и рисовать“».
У вересні 1973 року секретар ЦК КПУ Валентин Маланчук направив першому секретарю ЦК КПУ Володимиру Щербицькому компромат на завідувача відділом культури ЦК КПУ Павла Федченка, якого звинуватив у потуранні «націоналістичним ідейно незрілим елементам»

Того ж місяця Маланчук звернувся з листом до Політбюро Компартії України «Про деякі питання роботи з творчою інтелігенцією республіки», в якому пропонував провести суттєві кадрові зміни у керівництві творчих спілок, громадських організацій, висунути на головні посади «ідейно зрілих» літераторів і митців, налагодити чітку систему марксистсько-ленінського навчання творчих працівників,.
26 квітня 1979 року звільнений від обов'язків секретаря ЦК КПУ. У 1979—1984 роках — завідувач кафедри історії КПРС в Київському політехнічному інституті (нині Національний технічний університет Київський політехнічний інститут). В останні роки життя зловживав алкоголем[відсутнє в джерелі].
Помер 25 квітня 1984 року в місті Києві. Похований на Байковому цвинтарі.

### Лист Маланчука до Політбюро ЦК КПУ
Весна 1973 року
За останні роки в діяльності ідеологічних центрів імперіалізму все більшого значення надається так званому націонал-комунізму, спрямованому проти ідеології марксизму-ленінізму, дружби народів і пролетарського інтернаціоналізму. Це обумовлено тією обставиною, що саме націоналізм сьогодні став спільним знаменником всіх різновидів «лівого» і «правого» опортунізму та різних модифікацій антикомунізму, помітне місце серед них якраз і має націонал-комунізм.

За кордоном, особливо українською націоналістичною еміграцією, активно досліджуються ідейно-політичні платформи та досвід практичної антирадянської діяльності укапістів і боротьбистів, видано багато статей і брошур на цю тему, зокрема, «Документи українського комунізму», «Сторінки з історії Комуністичної партії України», «Микола Скрипник» та ін.
В антирадянській пропаганді активно використовуються такі типові представники націоналізму, як Шахрай і Лапчинський. В 1967 р. в Нью-Йорку було перевидано пасквільну книжку С. Мазлаха і В. Шахрая «До хвилі (що діється на Україні і з Україною)». Ватажки ряду зарубіжних угрупувань українських буржуазних націоналістів лементують про можливість реалізації ідей націонал-комунізму в Україні, навіть в умовах радянського ладу, шляхом відриву її від Союзу РСР.
Все це зумовлює необхідність рішучого посилення боротьби проти ідеології націонал-комунізму, ґрунтовного і всебічного викриття ворожої марксизму-ленінізму ідейно-теоретичної сутності і політичного спрямування націонал-комунізму всіх різновидностей, особливо українського.

При цьому важливо розкрити ідейно-політичну спорідненість і наступність доктрин сучасних трубадурів націонал-комунізму з поглядами їх попередників, зокрема боротьбистів, та різних націонал-ухильницьких елементів в КП(б)У, їх теоретичну неспроможність і політичну шкідливість

## Родина
Дружина — Вікторія (1929 р. н.), донька письменника Антона Хижняка. Вікторія Антонівна була етнографом, у Львові працювала в Музеї етнографії та художнього промислу, у Києві в Інституті мистецтвознавства, фольклористики та етнології імені М. Т. Рильського Академії Наук УРСР. Подружжя мало двох доньок, одна з яких — Леся (1954 р.н., у шлюбі — Савченко), в 1971—1976 роках навчалась в Київському державному університеті імені Шевченка, стала філологом, в подальшому переїхала до Москви після вступу до аспірантури, працювала старшим науковим працівником в Московському державному університеті імені Ломоносова, у 2000-х рр. разом з чоловіком мешкала на Рубльовці. Овдовівши, Вікторія Антонівна разом з родиною другої доньки на початку 1990-х переїхали до Москви при суттєвій допомозі Леоніда Кравчука.

## Нагороди
- Орден Жовтневої революції
- Орден Трудового Червоного Прапора
- Орден «Знак Пошани» (15.09.1961)
- Медалі
- Почесна грамота Президії Верховної Ради Української РСР (10.11.1978)